# چاه خودرو
چاه خودرو، روستایی در دهستان مهران بخش مهران شهرستان بندر لنگه در استان هرمزگان ایران است.

## جمعیت
بر پایه سرشماری عمومی نفوس و مسکن در سال ۱۳۹۵، جمعیت این روستا برابر با ۱۳۷ نفر (۳۵ خانوار) بوده است.